# März 1978
Portal Geschichte | Portal Biografien | Aktuelle Ereignisse | Jahreskalender | Tagesartikel

◄ |
19. Jahrhundert |
20. Jahrhundert
| 21. Jahrhundert

◄ |
1940er |
1950er |
1960er |
1970er
| 1980er | 1990er | 2000er | ►

◄ |
1974 |
1975 |
1976 |
1977 |
1978
| 1979 | 1980 | 1981 | 1982 | ►

◄ |
Dezember 1977 |
Januar 1978 |
Februar 1978 |
März 1978 |
April 1978 |
Mai 1978 |
Juni 1978 |
►
Dieser Artikel behandelt aktuelle Nachrichten und Ereignisse im März 1978.

## Tagesgeschehen

### Freitag, 3. März 1978
- Leninsk/Sowjetunion: Vladimír Remek startet als erster Raumfahrer, der nicht aus der Sowjetunion oder den Vereinigten Staaten stammt, ins Weltall. Er hat einen slowakischen Vater und eine tschechische Mutter.[1]

### Sonntag, 5. März 1978
- Accra/Ghana: Gastgeber Ghana siegt im Eröffnungsspiel der 11. Fußball-Afrikameisterschaft 2:1 gegen Sambia.[2]
- Berlin/Deutschland: Die Jury der 28. Internationalen Filmfestspiele Berlin kann sich nicht auf den besten Film des Festivals einigen und vergibt den Goldenen Bären an die Filme Die Forellen von Regisseur José Luis García Sánchez und Gespräche mit Max von Emilio Martinez Lázaro. Die Auszeichnungen stehen stellvertretend für das „Filmland Spanien“.[3]

### Dienstag, 7. März 1978

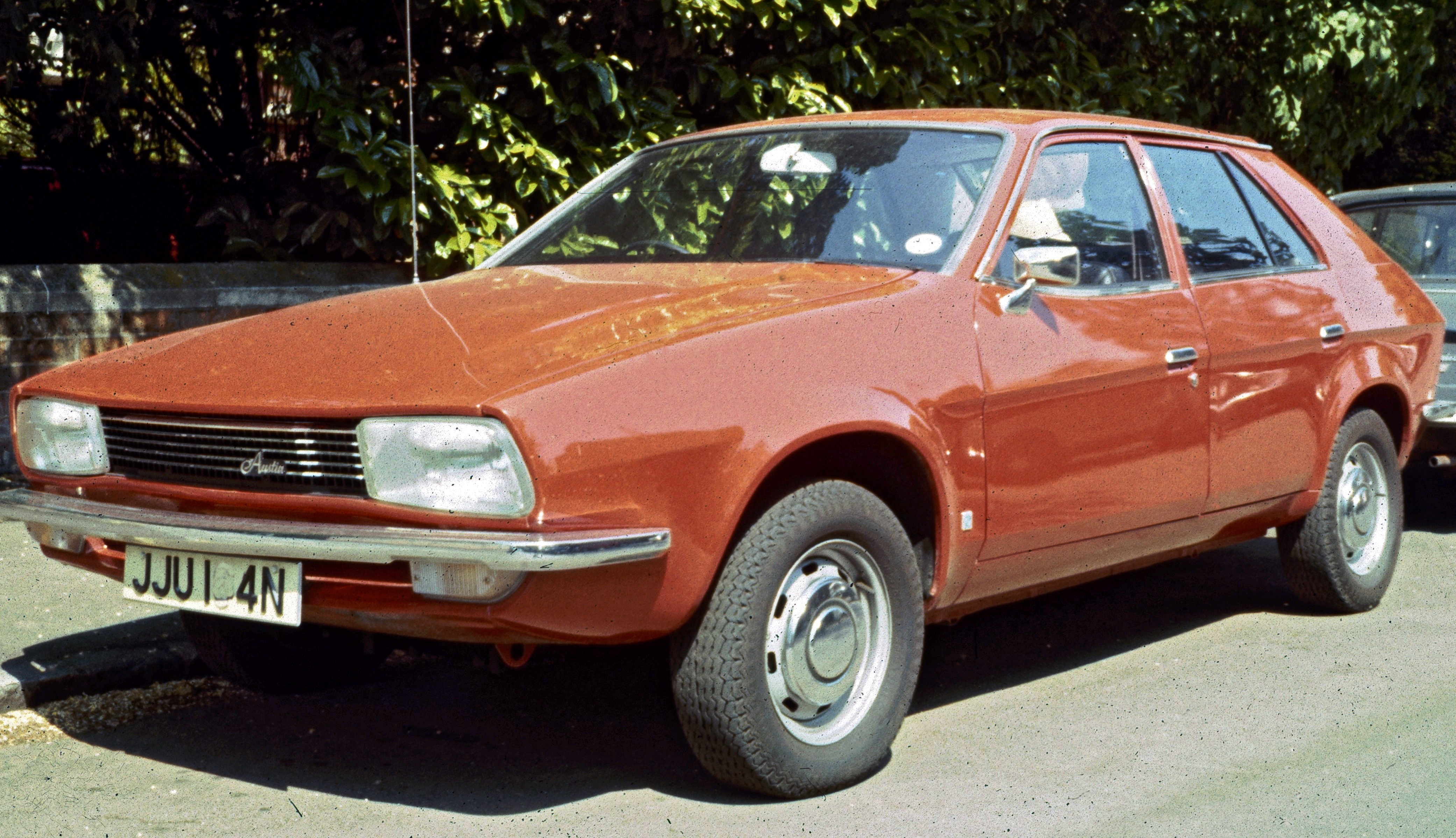
Hoffnungsträger von British Leyland: Austin 1800

- London/Vereinigtes Königreich: Eddie Loyden von der Labour Party warnt im Unterhaus eindringlich vor der Schließung des Liverpooler Werks der British Leyland Motor Corp. Dann wären weitere 3.000 Industriearbeiter ohne Beschäftigung – laut Loyden ein zu großer Rückschlag für die von Deindustrialisierung geprägte Region Merseyside.[4]

### Mittwoch, 8. März 1978

1. Frauentag der UNO

- New York/Vereinigte Staaten: Gemäß einer Resolution der Vereinten Nationen aus dem Dezember 1977 ist der Internationale Frauentag erstmals offizieller Feiertag der Vereinten Nationen.[5]

### Freitag, 10. März 1978
- Santiago/Chile: Die Militärdiktatur unter Führung von Augusto Pinochet verkündet ein Amnestiegesetz, das rückwirkend für Verbrechen bis zum 3. März 1978 gilt. Damit ist den Putschisten von 1973, die auch für Massaker und das Verschwinden von Personen in der Folgezeit verantwortlich sind, nachträglich Straffreiheit garantiert.[6]

### Sonntag, 12. März 1978
- Paris/Frankreich: In der ersten Runde der Parlamentswahl liegt das konservative Bündnis RPR mit anteilig 22,62 % der Stimmen knapp vor der Sozialistischen Partei. Mit geringem Abstand folgen dahinter die konservative UDF sowie die Kommunistische Partei.[7]

### Donnerstag, 16. März 1978
- Accra/Ghana: Gastgeber Ghana gewinnt im Finale der 11. Fußball-Afrikameisterschaft 2:0 gegen Uganda.[8]
- Gabar/Bulgarien: Ein Passagierflugzeug vom Typ Tupolew Tu-134 der Balkan Bulgarian Airlines mit Ziel Warschau in Polen verliert kurz nach dem Start in Sofia aus ungeklärter Ursache an Höhe und zerschellt in der Nähe von Gabar am Boden. Alle 73 Insassen sterben.[9]
- Ploudalmézeau/Frankreich: Der unter liberianischer Flagge operierende Öltanker Amoco Cadiz des US-Unternehmens Amoco Transport Corporation havariert vor der bretonischen Küste, driftet gegen einen Felsen, zerbricht und verliert 223.000 t Roh- und Schweröl.[10]

### Samstag, 18. März 1978
- Lahore/Pakistan: Das Oberste Gericht verurteilt den vor acht Monaten entmachteten Ministerpräsidenten Zulfikar Ali Bhutto von der Pakistanischen Volkspartei wegen der Anstiftung zum Mord an politischen Gegnern zum Tode. Das Gerichtsverfahren geht auf eine Initiative des Generals Mohammed Zia-ul-Haq zurück, der den Putsch gegen Bhutto im vergangenen Jahr anführte und als neuer Präsident eine Islamisierung der Gesellschaft anstrebt.[11]

### Sonntag, 19. März 1978

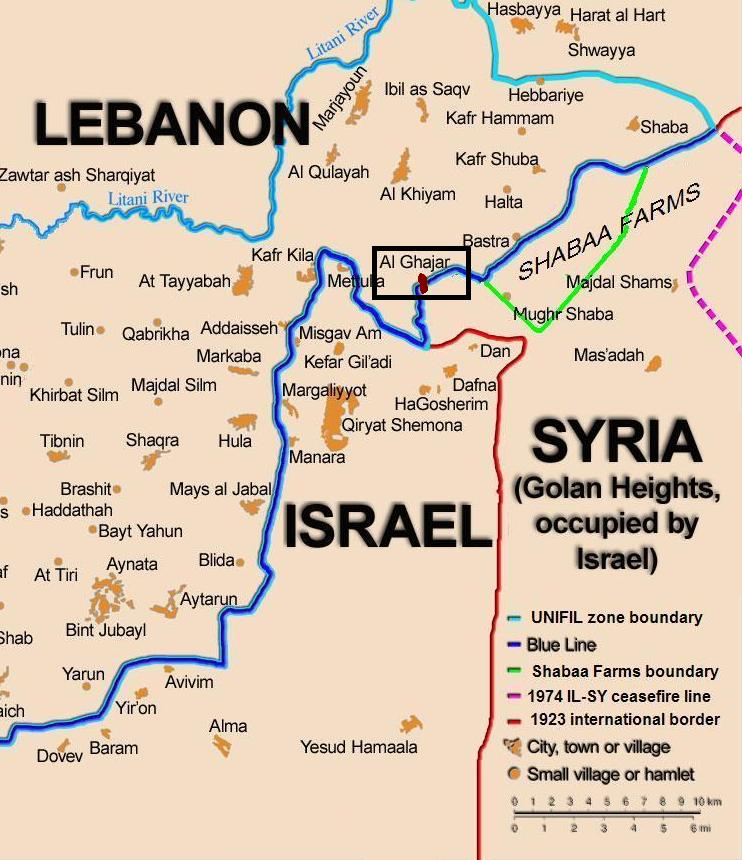
Hellblau: Fluss Litani, dunkelblau: israelisch-libanesische Waffenstillstandslinie

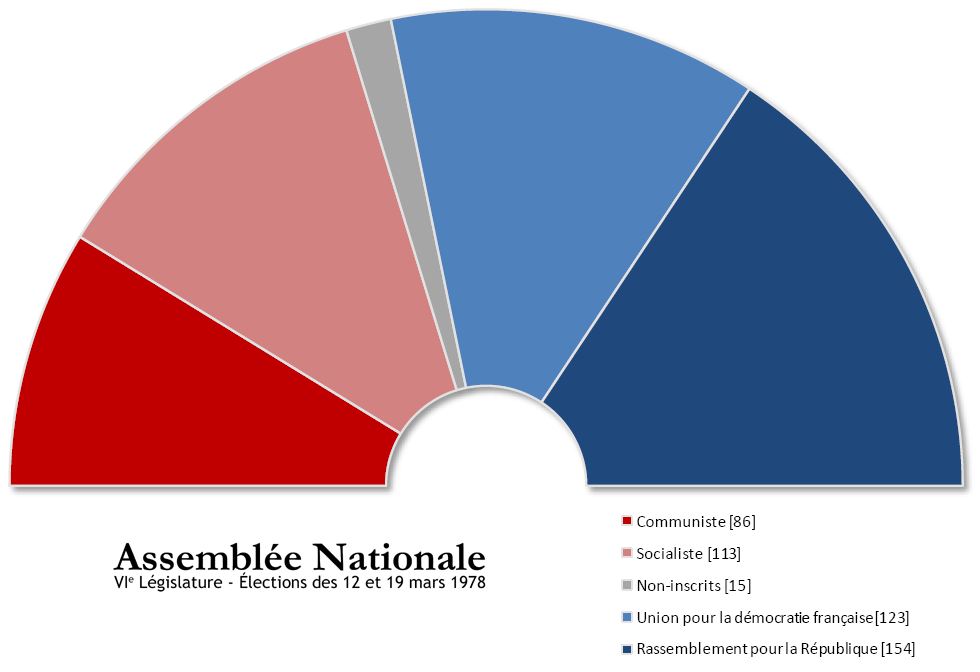
Sitzverteilung im französischen Parlament, die Konservativen bauen ihre Mehrheit aus

- Arosa/Schweiz: In der Gesamtwertung der Herren-Wettbewerbe des Alpinen Skiweltcups 1977/78 belegt der Schwede Ingemar Stenmark nach dem letzten Rennen Platz 1. Bei den Damen gewinnt Hanni Wenzel aus Liechtenstein den Gesamt-Weltcup.[12]
- New York/Vereinigte Staaten: Der Sicherheitsrat der Vereinten Nationen (UN) ruft Israel in seiner Resolution 425 dazu auf, die Besetzung seines nördlichen Nachbarlands Libanon bis zum Fluss Litani „unverzüglich“ zu beenden. Zusätzlich beschließt der Sicherheitsrat eine UN-Beobachtermission für den Libanon.[13]
- Paris/Frankreich: Nach der zweiten Runde der Parlamentswahl stehen die konservativen Bündnisse RPR und UDF als Wahlgewinner fest, während sich in der Summe nur 45,3 % der Wähler für die beiden großen Parteien der politischen Linken entscheiden.[14][15]
- Wien/Österreich: Der FK Austria Wien sichert sich durch ein 3:1 gegen den SK Sturm Graz vorzeitig den Titel des Österreichischen Fußballmeisters 1978.[16]

### Donnerstag, 23. März 1978
- Ho-Chi-Minh-Stadt/Vietnam: Die Polizei beginnt mit der Abriegelung der Chinatown Chợ Lớn im ehemaligen Saigon, verhindert aber nicht die Plünderung chinesischer Geschäfte durch vietnamesische Jugendliche. Es kommt zu Selbstverbrennungen unter den Mitgliedern der chinesischen Minderheit.[17]
- Naqura/Libanon: In der Stadt bezieht die UN-Beobachtermission UNIFIL ihr Hauptquartier. Die Mission soll Informationen über die israelischen Aktivitäten nach der Operation Litani und über das Verhalten der PLO sammeln.[18]

### Mittwoch, 29. März 1978

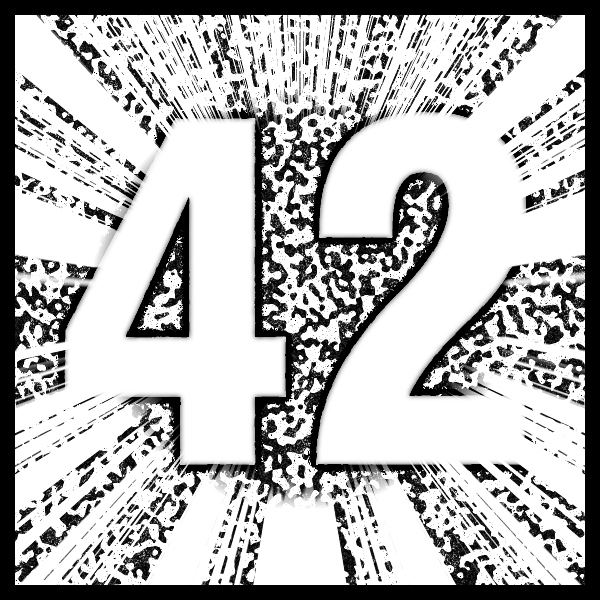
Antwort

- London/Vereinigtes Königreich: Auf BBC Radio 4 erfahren die Hörer der Serie Per Anhalter durch die Galaxis in der Folge Fit the Fourth die Antwort auf die „Ultimative Frage des Lebens, des Universums und dem ganzen Rest“. Sie lautet: 42.[19]

### Donnerstag, 30. März 1978

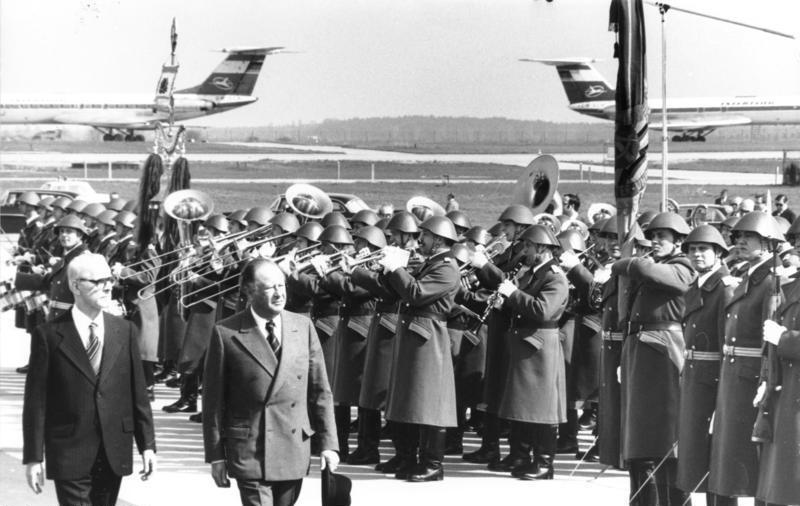
Kreisky in Schönefeld

- Berlin/Deutschland: Die Deutsche Demokratische Republik empfängt mit Österreichs Bundeskanzler Bruno Kreisky (SPÖ) zum ersten Mal den Regierungschef eines Staats der so genannten „Westlichen Welt“.[20]